# BM Водолея
BM Водолея (лат. BM Aquarii), HD 209879 — одиночная переменная звезда в созвездии Водолея на расстоянии (вычисленном из значения параллакса) приблизительно 5862 световых лет (около 1797 парсеков) от Солнца. Видимая звёздная величина звезды — от +10,4m до +9,6m.

## Характеристики
BM Водолея — красный гигант, пульсирующая полуправильная переменная звезда типа SRB (SRB) спектрального класса M3III:. Эффективная температура — около 3677 К.